# ディエゴ・アルトゥーベ
ディエゴ・アルトゥーべ・スアレス（Diego Altube Suárez、2000年2月22日 - ）は、スペイン・マドリード出身のサッカー選手。アルバセテ・バロンピエ所属。ポジションはGK。

## クラブ経歴
マドリードに生まれ、2016年にレアル・マドリードのカンテラに入団した。2019年8月にBチームへと昇格すると、トップチームでも第3GKの立ち位置を得た。
2021年7月9日、セグンダ・ディビシオンのCFフエンラブラダに1シーズンのレンタル移籍をした。同年8月19日、レアル・マドリードでは果たせなかったプロデビューをこの日のCDテネリフェ戦で記録した。
2022年7月18日、アルバセテ・バロンピエに2年契約で移籍した。